# Circuito cittadino di Parigi
Il circuito cittadino di Parigi, chiamato anche circuit des Invalides, è un circuito cittadino situato a Parigi, in Francia. Nello specifico si snoda attorno al complesso Les Invalides. È stato utilizzato dalle monoposto elettriche di Formula E a partire dalla seconda stagione della categoria per l'E-Prix di Parigi. Il primo si è tenuto il 23 Aprile 2016 per l'E-Prix di Parigi 2016.

## Tracciato
Il tracciato si compone di 14 curve, per un totale di 1,93 km che lo rendono uno dei circuiti più brevi della stagione di Formula E. Si corre in senso orario attorno al complesso Les Invalides che comprende il Musée de l'Armée e la tomba di Napoleone. La corsia dei box è situata lungo l'Esplanade des Invalides, a nord di Les Invalides. È caratterizzato da una superficie scivolosa, ed un breve tratto alla 3ª curva con un nuovo asfalto temporaneamente collocato sui ciottoli.